# Gran Chaco
A Gran Chaco (kecsua nyelven chaku, „vadászok földje”), a Río de la Plata medence környezetében található meleg, közepesen száraz alföld, amelynek területén Bolívia, Paraguay, Argentína és Brazília (Mato Grosso) osztozik.
Területe körülbelül 647 500 négyzetkilométer (különböző becslések léteznek), a Paraguay folyótól nyugatra, az Andoktól keletre található a felsorolt országok területén. Kiterjedése nagyjából a déli szélesség 17°-tól 33°-ig és a nyugati hosszúság 65°-tól 60°-ig tart (erre is különböző meghatározások vannak). Elkülöníthető részei a hegyek felé eső Alto Chaco (magas Chaco), ami nagyon száraz és alacsony a vegetációs szintje, és a Bajo Chaco (alsó Chaco), ami gazdag növényzettel (dzsungelekkel) és rovarvilággal rendelkezik.
Lakosság leginkább csak a Paraguay folyó mentén található.